# دارپا
دارپا (DARPA) یا سازمان پروژه‌های پژوهشی پیشرفتهٔ دفاعی (به انگلیسی: Defense Advanced Research Projects Agency) یک مؤسسهٔ پژوهشی زیرنظر وزارت دفاع ایالات متحده است که مسئولیت توسعهٔ فناوری به‌ویژه فناوری‌های نوین برای به‌کارگیری توسط نیروهای مسلح ایالات متحده را برعهده دارد.

## تاریخچه
دارپا در ۱۹۵۸ با نام آرپا (ARPA) که سرواژه Advanced Research Projects Agency هست آغاز به‌کار کرد ولی در مارس سال ۱۹۷۲ با افزودن Defense (دفاعی) به ابتدای نام، نام کامل آن به دارپا (DARPA) تغییر کرد، ولی در فوریه ۱۹۹۳ به نام پیشین خود (آرپا) برگشت و باز دوباره در مارس ۱۹۹۶ به دارپا تغییرنام داد.
از سال ۱۹۵۸ تا ۱۹۶۵ بیشترین تأکید دارپا روی مسائل مهم ملی بود که شامل فضا و پرتاب موشک بالیستیک دفاعی و همچنین تشخیص آزمایش جنگ‌افزار هسته‌ای بود. در طول سال ۱۹۶۰ میلادی دارپا برنامه‌های فضایی غیرنظامی خود را به ناسا واگذار کرد و برنامه‌های نظامی را در دستور کار انحصاری خود قرار داد. پس از آن، آرپا نقش و زمینه فعالیت خود را تعریف و متمرکز کرد در یک مجموعه متنوع، برنامه‌های پژوهشی نسبتاً کوچک اساساً اکتشافی و به دارپا تغییر نام داد و در اوایل دهه ۱۹۷۰ میلادی تأکید کرد برنامه‌های مستقیم انرژی، پردازش اطلاعات و فناوری‌های تاکتیکی را در پیش گرفت. در ۱۹۸۰ میلادی توجه آژانس در پردازش اطلاعات و برنامه‌های مربوط به هواپیما از جمله هواپیمای هوافضاهای ملی (راکول ایکس-۳۰) یا برنامه پژوهش‌های فراصوت متمرکز شد.
پس از جنگ ویتنام، دارپا به بهره‌برداری از پردازش‌های پیشرفته و فناوری‌های شبکه و بازسازی و تقویت روابط با دانشگاه پرداخت. علاوه بر این، دارپا مفاهیم تازه‌ای برای ماهواره‌های کوچک، بسیار سبک‌وزن و (LIGHTSAT) و کارگردانی برنامه‌هایی در مورد تولید دفاعی، فناوری‌های زیردریایی، و خودرو زره‌پوش جنگی/ضدزره را دنبال می‌کند.
تاریخ فعالیت دارپا را شاید بتوان به دو دوره زمانی: ۱. «پیش از سال ۲۰۰۱ و تمرکز بر دانشمندان نخبه و شرکت‌های دانشگاهی» و ۲. «پس از سال ۲۰۰۱ و تمرکز بر بنگاه‌های بزرگ صنعتی» تقسیم نمود.

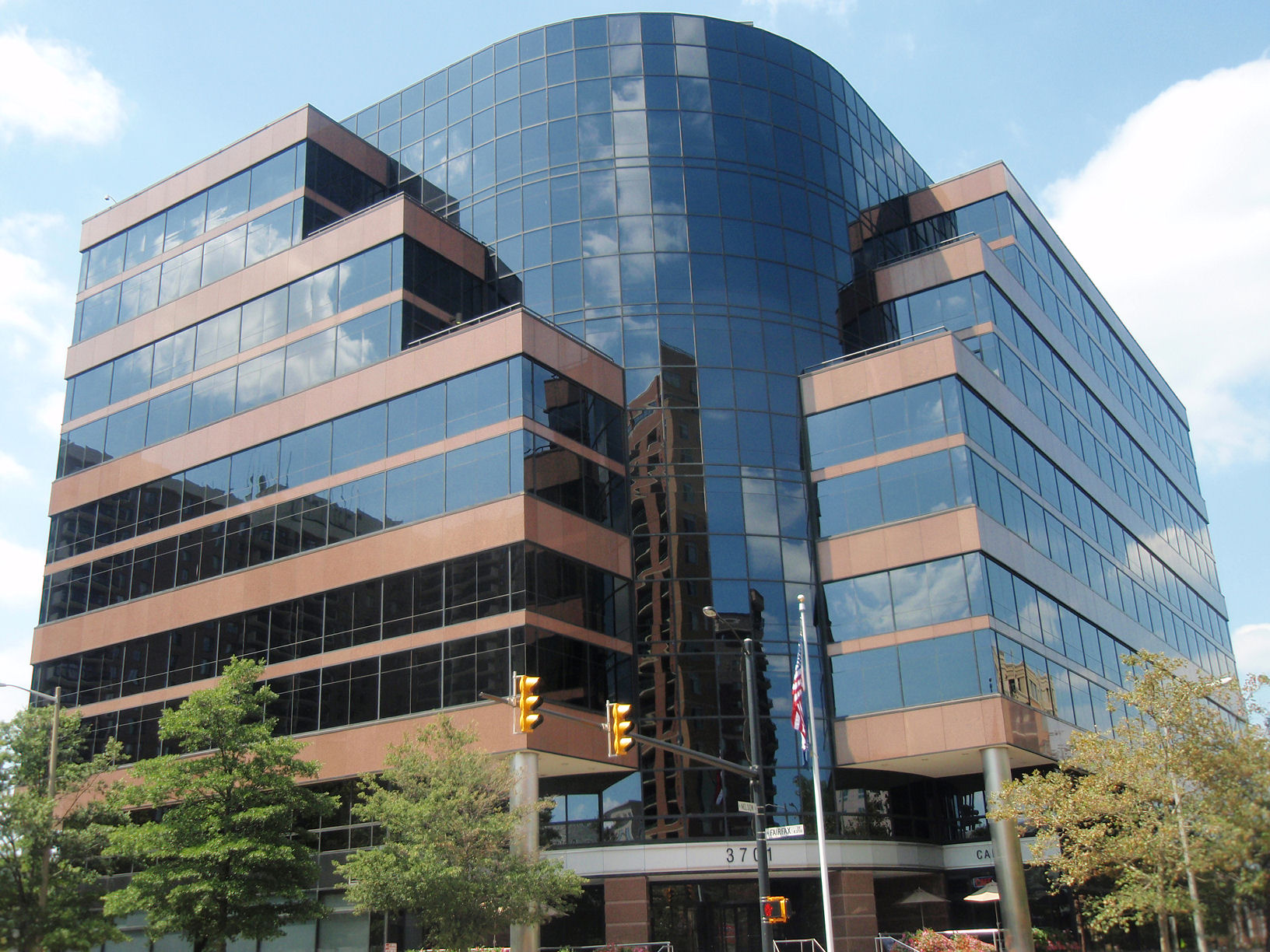
ساختمان قدیمی دارپا

## پروژه‌های نامی دارپا
- ACTUV: یک پروژه برای ساخت یک کشتی جنگ ضد زیردریایی بدون سرنشین.
- تطبیقی خودرو: رویکردی برای طراحی، تأیید، و ساخت سامانه‌های دفاعی پیچیده و وسایل نقلیه:.
- اطلس: یک ربات انسان‌نما است.
- Boomerang (تلفن همراه سامانه تشخیص تیرانداز): گلوله محل تشخیص سامانه صوتی توسط فناوری‌های BBN برای تشخیص تک تیراندازها در خودروی جنگی نظامی توسعه یافته‌است.
- DARPA XG: فناوری برای دسترسی به طیف پویا برای ارتباطات نظامی مطمئن
- EATR یک سامانه رباتیک تاکتیکی مستقل
- پروژه AGILE
- آرپانت، نخستین نسل از اینترنت
- نقشه فیلم آسیا و اقیانوسیه
- بوئینگ X'
- CPOF: ارسال فرمان از سامانه اطلاعات شبکه برای کنترل فرماندهی.
- DARPA چالش بزرگ: رقابت ماشین‌های بدون راننده
- برنامه پژوهشی فراصوت